# Манастир Светих Кирика и Јулите у Смиловцима
Манастир Светих Кирика и Јулите, познат у народу и као манастир Свети Ћирик, је манастир Српске православне цркве у епархији нишкој у близини села Смиловци, општина Димитровград. Проглашен је 1984. године за непокретно културно добро као споменик културе Републике Србије.

## Положај манастира
Манастир је удаљен четири километра од села Смиловци у правцу севера. Био је на средокраћи села Смиљеваца и Гуленоваца (1880). Налази се на обронцима планине Видлич на надморској висини од 1004 м и један је од манастира на највишој надморској висини у Србији.

## Историјат
Црква је подигнута крајем 18. века, вероватно на темељима старије грађевине или средњовековног храма који је раније постојао. Око 1800. године попалиле су га крџалије. Манастир је обновљен 1839. године, а градио га је мајстор Никола-Кола из села Бољев Дол. Мада је у другој половини 19. века тај манастир звани "Св. Ћирик" био на гласу у народу, никаквих старина није било у њему 1880. године.
Године 1925. у манастир су дошле монахиње Рускиње. Њих 40 приспело је из Бесерабије и тако је формиран први женски манастир у нишкој Епархији. Манастир је напуштен после Другог светског рата. Поново је обновљен 2006. године и данас у манастиру живе две монахиње, док се манастирска слава слави 28. јула.

## Манастирска црква
Манастирска црква је једнобродна базилика са олтарском апсидом и певницама. Кубе је осмострано са профилисаним каменим венцем. Храм је зидан ломљеним каменом а углови су изведени тесаником. Црква је покривена каменим плочама. У комплексу манастира данас постоје још три објекта.
Владичански двор и конак са монашким келијама су рестаурирани као и каптажа извора на падини испод манастира.